# Guitar Hero (spilserie)
Guitar Hero-serien er en række computerspil, der handler om at spille guitar på en special-konstrueret guitar-controller.

## Spil i serien

### Guitar Hero
Guitar Hero er det første spil i serien, og er udgivet til Playstation 2.

### Guitar Hero II
Det andet spil i serien, Guitar Hero II, er udgivet til både Playstation 2 og Xbox 360.

### Guitar Hero III: Legends of Rock
Guitar Hero III: Legends of Rock, som er det tredje spil i serien, blev også udgivet til Playstation 2 og Xbox 360, samt til Playstation 3, Nintendo Wii, Windows og Mac.

### Guitar Hero World Tour
Guitar Hero World Tour er det fjerde spil i serien, og er det første der giver spilleren mulighed for både at spille på guitar, trommer, elbas samt at synge karaoke til størstedelen af sangene.

### Guitar Hero Aerosmith
Guitar Hero Aerosmith er det første spil i serien, baseret på kun 1 band.

### Guitar Hero Metallica
Guitar Hero Metallica er det andet spil i serien, baseret på kun 1 band.

### Guitar Hero On Tour
Guitar Hero On Tour er det første spil i serien, som kun er udgivet til en håndholdt platform (Nintendo DS)

### Guitar Hero: Smash Hits
Guitar Hero: Smash Hits er det første opsamlingsspil i rækken. Dette giver mulighed for at spille nogle af sangene fra de første fire spil som fuldt band.